# Lordelo (Felgueiras)
Pour les articles homonymes, voir Lordelo.
Lordelo est une freguesia (« paroisse civile ») du Portugal, rattachée au concelho (« municipalité ») de Felgueiras et située dans le district de Porto et la région Nord.

## Organes de la paroisse
- L'assemblée de paroisse est présidée par José Manuel da Cunha Teixeira (groupe "PS").
- Le conseil de paroisse est présidé par António Pinto Teixeira (groupe "PS").